# قطعنامه ۱۵۴ شورای امنیت
قطعنامه ۱۵۴ شورای امنیت سازمان ملل متحد که در تاریخ ۲۳ اوت ۱۹۶۰ تصویب شد، سندی بین‌المللی دربارهٔ پذیرش اعضای جدید سازمان ملل متحد: جمهوری آفریقای مرکزی است. این قطعنامه طی نشست ۸۹۱ام با ۱۱ موافق، ۰ مخالف و ۰ ممتنع تصویب شد.